# Sela (Sziszek)
Sela falu Horvátországban, Sziszek-Monoszló megyében. Közigazgatásilag Sziszekhez tartozik.

## Fekvése
Sziszek városától 6 km-re nyugatra, az Odra-mező délnyugati szélén, a 36-os számú főút és a Zágráb-Sziszek vasútvonal mellett, Greda és Stupno között fekszik.

## Története
A település kedvező földrajzi fekvése és életfeltételei lehetővé tették, hogy területe már nagyon korán benépesüljön. Bár első írásos említése 1334-ben történt, de szinte bizonyos, hogy már a zágrábi káptalan sziszeki uradalmának alapításakor 1215-ben is létezett. Története során kisebb igazgatási központnak számított. Szent Mária Magdolna plébániáját 1702-ben alapították, iskolája pedig már 1771-ben működött. A plébánia alapítása előtt a település a sziszeki Szent Kereszt plébániához tartozott. Ekkor még csak egy fából épített kápolna állt a faluban. 1739 és 1745 között itt volt plébános a neves horvát történész, később zágrábi kanonok Adam Baltazar Krčelić, aki távozásakor emlékirataiban ír a plébánia életéről is. 1765-re felépítették a mai plébániatemplomot, melyhez a római Siscia köveit használták fel.
1773-ban az első katonai felmérés térképén „Dorf Szella” néven szerepel. 1857-ben 299, 1910-ben 481 lakosa volt. Önkéntes tűzoltóegyletét 1882-ben alapították. A 20. század első éveiben a kilátástalan gazdasági helyzet miatt sokan vándoroltak ki a tengerentúlra. 1918-ban az új szerb-horvát-szlovén állam, majd később Jugoszlávia része lett. A II. világháború idején a Független Horvát Állam része volt. A háború után a béke időszaka köszöntött a településre. Enyhült a szegénység és sok ember talált munkát a közeli városokban. A falu labdarúgó klubját az „NK Selát” 1946-ban alapították. 1981-ben megalakult a „HKUD Radost” kulturális és művészeti egyesület. A falu 1991. június 25-én a független Horvátország része lett. 2002-ben új kápolnát építettek a településen, melyet Jézus szenvedő szíve tiszteletére szenteltek. 2011-ben 963 lakosa volt. A településes pasztorális központ, elemi iskola, anyakönyvi hivatal, posta, óvoda, faluház, valamint több szolgáltató és kereskedelmi egység működik.

## Népesség
| Lakosság változása | Lakosság változása | Lakosság változása | Lakosság változása | Lakosság változása | Lakosság változása | Lakosság változása | Lakosság változása | Lakosság változása | Lakosság változása | Lakosság változása | Lakosság változása | Lakosság változása | Lakosság változása | Lakosság változása | Lakosság változása |
| ------------------ | ------------------ | ------------------ | ------------------ | ------------------ | ------------------ | ------------------ | ------------------ | ------------------ | ------------------ | ------------------ | ------------------ | ------------------ | ------------------ | ------------------ | ------------------ |
| 1857               | 1869               | 1880               | 1890               | 1900               | 1910               | 1921               | 1931               | 1948               | 1953               | 1961               | 1971               | 1981               | 1991               | 2001               | 2011               |
| 299                | 348                | 346                | 436                | 402                | 481                | 447                | 441                | 492                | 509                | 652                | 882                | 978                | 1.019              | 960                | 963                |

## Nevezetességei
- Szent Mária Magdolna tiszteletére szentelt római katolikus plébániatemploma[4] 1759 és 1765 között épült. Elődje egy fakápolna volt. A templom építői itáliai mesterek voltak, akiknek a falu lakói és a káptalan jobbágyai segédkeztek. Érdekesség, hogy az építőanyagot Sziszekről hozták, a római város köveiből. A plébániához Sela, Greda, Jazvenik és Stupno falvak tartoznak.

- A plébániatemplom orgonáját 1777-ben építette a cseh mester Joannes Franciscus Jenechek. Az orgona ma is az eredeti állapotában van és egyike a neves mester Észak-Horvátországban épen megmaradt alkotásainak. Emiatt kulturális védettséget élvez. A cseh orgonaépítő iskola barokk hagyományait és jellegzetességeit viseli magán. A plébánia alapításának 300. évfordulójára 2001-ben a Heferer orgonaépítő cég a hangszert teljes egészében restaurálta.

## Kultúra
- A templom orgonája a minden évben megrendezésre kerülő „Ars organi sisciae” nemzetközi orgonafesztivál egyik hangszere. A másik két orgona a martinska vesi Szent Márton templom és a sziszeki Szent Kereszt székesegyház orgonája.
- A falu kulturális és művészeti egyesületét a HKUD Radostot 1951-ben alapították. Az egyesületnek népzenei, színjátszói, sakk, labdarúgó és röplabda szekciói működtek. Eredeti formájában 1962-ig működött. 1981-ben az egyesületet újraalapították a hagyományok ápolására és a mai napig több generáción át mintegy 200 aktív tagja volt.

## Sport
- Az NK Hajduk Sela labdarúgócsapata a megyei 3. osztályban szerepel.

## Galéria
- Az elemi iskola épülete
- Sela központja a faluházzal
- Naplemente Selán